# Freak the Freak Out
«Freak the Freak Out» —en español: «Loca de Frustración» es una canción interpretada por la cantante estadounidense de pop, Victoria Justice. 
Fue producida por The Super y Chris Corcoran Michael, quien también coescribió la canción con CJ Abraham, Hexum Nick, Hexum Zack, Dan Schneider, del álbum Victorious: Music from the Hit TV Show, la banda sonora de la serie de televisión de Nickelodeon, Victorious. 
Fue lanzada como primer sencillo del álbum el 19 de noviembre de 2010 por Columbia Records en asociación con Nickelodeon Records y Epic Records.
Musicalmente, la canción es un ritmo rápido electro-rock, y las letras hablan de conseguir la atención de un novio lejano.
La canción fue recibida con críticas generalmente positivas de los críticos, con la mayoría de ellos elogiando su mensaje y su sonido agresivo. 
«Freak the Freak Out» se ha trazado en la actualidad en el Billboard Hot 100 en el puesto n.º 50, manteniéndose como la canción con el más alto pico de la banda sonora.

## Antecedentes
«Freak the Freak Out» es el segundo sencillo lanzado de la banda sonora de Victorious (2011), de la serie de televisión del mismo nombre en Nickelodeon. Se escuchó por primera vez en el especial de una hora de la serie, el episodio “Loca de Frustración”, que se estrenó el 26 de noviembre de 2010 en Norteamérica, una semana después de la salida del sencillo. La escena en la que se realizó la canción cuenta con Victoria Justice, disfrazada de Louise Nordoff, sube al escenario a cantar y luego revela su verdadero yo, como parte de un plan de meterse con los principales antagonistas en el episodio.
Victoria Justice (Tori) sigue cantando con Elizabeth Gillies (Jade) y Ariana Grande (Cat) para que suban al escenario a bailar junto a ella.
La canción fue escrita por Michael Corcoran, Abraham CJ, Hexum Nick, Hexum Zack, Dan Schneider. También se recoge la producción además de Greg Wells en la producción adicional. La mezcla de la canción fue proporcionada por Greg Wellstook. Backhouse Mike y Chris, The Super produjo la canción junto con la provisión de todos los instrumentos en la canción. Michael Corcoran también proporcionan las guitarras. Corcoran también se incluyó en la programación de la canción con CJ Abraham, ambos de ingeniería de la pista en el Backhouse en Los Ángeles. Corcoran y Abraham prestó su voz a lo largo del adicional con Niki Watkins, Nick y Hexum Zack.
en 7 de septiembre de 2012 Temara Melek hizo un cover de esa canción

## Composición

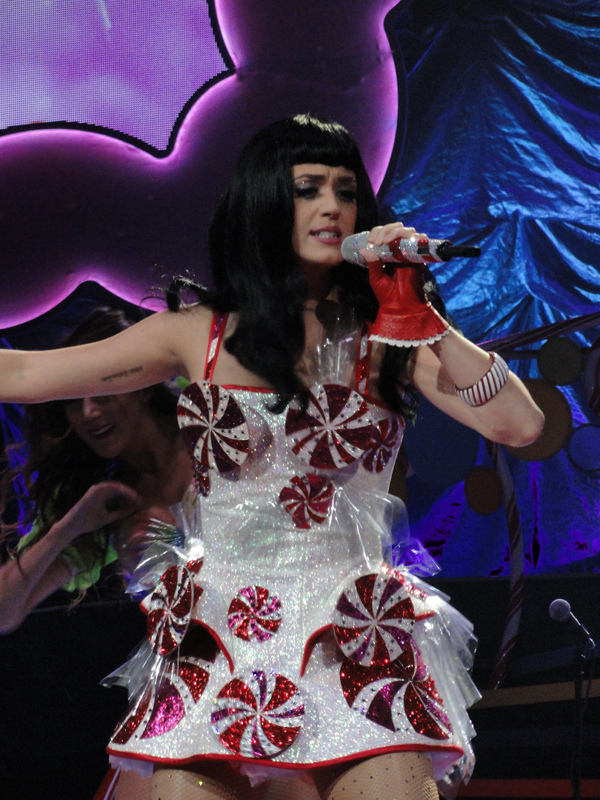
La canción fue comparada con los ritmos musicales de Katy Perry, en la imagen la misma

«Freak the Freak Out» es un electro-rock. La canción funciona a través de un ritmo dance rock orientado y cuenta con un sonido más agresivo que el resto de las canciones del álbum, en un momento recibió las comparaciones con la cantante estadounidense Katy Perry. El tema de esta canción es el centro alrededor de las relaciones de gestión. La canción es acerca de cómo obtener la atención de un novio a distancia.

## Recepción de la crítica
Bob Hoose y Steven Isaac de Plugged In Online criticó a la canción por su contenido desagradable, sobre todo observando el título de la segunda “Freak” fue declarado por Hoose e Isaac: «Un sustituto no muy sutil de una obscenidad prevista.» Joe DeAndrea de AbsolutePunk elogió la canción, junto con “Beggin' On Your Knees”, por su carácter pegajoso, además comentó: «Se queda en tu cabeza y usted probablemente se sentirá un poco de vergüenza, pero no se preocupe: ¡es el buen tipo de vergüenza! Al igual que comer pastel de chocolate solo en la bañera en un viernes por la noche. Pero, en realidad, es más fácil de aceptar cuando te das cuenta de que las canciones no son todas las que peor que lo que se encuentra actualmente en la radio.»

## Actuaciones
Justice realizó el estreno de la canción en el Desfile Macy de Acción de Gracias en 2010. Además, la canción se realizó en un episodio, de la serie Victorious con el mismo nombre.

## Videoclip
El vídeo musical se estrenó en Nickelodeon el 19 de noviembre de 2010, después de iCarly del episodio "iStart a Fan War". El vídeo comienza con Justice hablando por teléfono con alguien fuera del club. Ella se molesta porque su amigo no viene al club, pero decide ir de todos modos. Mientras camina por el club, se ve el elenco de Victorious socializar con otras personas. También se muestra el baile de forma individual en la pista de baile en otra parte del club. También hay fotos intercaladas de Justice de cantar la canción mientras se está sentado, cantando partes de la canción en su teléfono, interpretando la canción en una habitación con gente bailando detrás de ella y en la cabina del DJ. 
En una versión más corta del vídeo musical, se intercalan tomas de Justice grabando la canción en un estudio.

## Créditos y personal
- Victoria Justice - voz.
- Michael Corcoran - composición, producción, instrumentación, guitarras, programación, ingeniería, coros.
- The Super Chris - la producción, la instrumentación.
- CJ Abraham - composición, programación, ingeniería, coros.
- Nick Hexum - canciones, coros.
- Zack Hexum - canciones, coros.
- Dan Schneider - composición.
- Niki Watkins - coros.
- Greg Wells - producción adicional, la mezcla.

## Posiciones
«Freak the Freak Out» debutó en el n.º 78 en el Billboard Hot 100. Se cayó de la semana siguiente, pero volvió a entrar en el n.º 58 y alcanzó el puesto # 50.
| Año  | Sencillo              | Posiciones | Posiciones | Posiciones | Posiciones | Álbum      |
| Año  | Sencillo              | US         | CAN        | US Pop     | US Digital | Álbum      |
| ---- | --------------------- | ---------- | ---------- | ---------- | ---------- | ---------- |
| 2011 | “Freak the Freak Out” | 50         | —          | —          | —          | Victorious |